# Brussels Open 2013
Il Brussels Open 2013 è stato un torneo femminile di tennis giocato all'aperto sulla terra rossa. È stata la 3ª edizione del torneo che fa parte della categoria Premier nell'ambito del WTA Tour 2013. Si è giocato al Royal Primerose Tennis Club di Bruxelles in Belgio dal 18 al 25 maggio 2013.

## Partecipanti

### Teste di serie
| Giocatrice  | Nazionalità        | Ranking* | Testa di serie |
| ----------- | ------------------ | -------- | -------------- |
| Danimarca   | Caroline Wozniacki | 9        | 1              |
| Italia      | Roberta Vinci      | 15       | 2              |
| Slovacchia  | Dominika Cibulková | 16       | 3              |
| Stati Uniti | Sloane Stephens    | 17       | 4              |
| Belgio      | Kirsten Flipkens   | 21       | 5              |
| Germania    | Julia Görges       | 25       | 6              |
| Stati Uniti | Varvara Lepchenko  | 31       | 7              |
| Cina        | Peng Shuai         | 38       | 8              |

* Ranking al 13 maggio 2013.

### Altre partecipanti
Giocatrici che hanno ricevuto una Wild card:
- Elena Baltacha
- Alison Van Uytvanck
- Caroline Wozniacki

Giocatrici passate dalle qualificazioni:

- Mallory Burdette
- Zhang Shuai
- Melanie Oudin
- Julija Putinceva

## Campionesse

### Singolare
Kaia Kanepi ha sconfitto in finale  Peng Shuai per 6-2, 7-5.
- È il quarto titolo in carriera per Kanepi.

### Doppio
Anna-Lena Grönefeld /  Květa Peschke hanno battuto in finale  Gabriela Dabrowski /  Shahar Peer per 6-0, 6-3.